# Чемпионат Шотландии по волейболу среди мужчин
Чемпионат Шотландии по волейболу среди мужчин — ежегодное соревнование мужских волейбольных команд Шотландии. Проводится в рамках Национальной волейбольной лиги с сезона 1968/69.
Соревнования проходят в трёх дивизионах — Премьер-лиге, 1-й и 2-й лигах. 

## Формула соревнований (Премьер-лига)
В сезоне 2024/2024 соревнования в Премьер-лиге состояли из двух этапов — предварительного и плей-офф. На предварительной стадии команды провели двухкруговой турнир. 4 лучшие вышли в плей-офф и далее по системе с выбыванием определили призёров чемпионата. Серии матчей плей-офф проводились до двух побед одного из соперников.
За победы со счётом 3:0 и 3:1 команды получали по 3 очка, 3:2 — 2, за поражения 2:3 — 1 очко, за поражения 0:3 и 1:3 очки не начислялись.
В чемпионате 2024/25 в Премьер-лиге играли 8 команд: «Глазго Рагацци» (Глазго), «Сити оф Эдинбург», NUVOC (Эдинбург), «Эдинбург Джетс Бирс», «Эдинбург Юнивёрсити», «Глазго Метс» (Глазго), «Саут Эршир» (Эр), «Абердин Вортекс» (Абердин)". Чемпионский титул выиграл «Глазго Рагацци». победивший в финальной серии NUVOC 2-0 (3:0, 3:0). 3-е место занял «Сити оф Эдинбург». 

## Чемпионы
| - 1969 «Диэл» Мотеруэлл - 1970 «Эдинбург Юнивёрсити» - 1971 «Эдинбург Юнивёрсити» - 1972 «Котбридж» - 1973 «Диэл» Мотеруэлл - 1974 «Телфорд» - 1975 «Данди Кёрктон» - 1976 «Телфорд» - 1977 «Телфорд» - 1978 «Данди Кёрктон» - 1979 «Телфорд» - 1980 «Марри» Элгин - 1981 «Марри» Элгин - 1982 «Марри» Элгин - 1983 «Марри» Элгин - 1984 «Марри» Элгин - 1985 «Марри» Элгин - 1986 «Кристэл Клир» Килмарнок - 1987 «Марри» Элгин - 1988 «Кристэл Клир» Килмарнок - 1989 «Кинлей Плэнт» - 1990 «Кристэл Клир» Килмарнок - 1991 «Новаспорт» - 1992 «Уэст Кост» Килмарнок - 1993 «Су Рагацци» Глазго - 1994 «Су Рагацци» Глазго - 1995 «Глазго Рагацци» - 1996 «Глазго Рагацци» - 1997 «Глазго Рагацци» | - 1998 «Глазго Рагацци» - 1999 «Килмарнок» - 2000 «Килмарнок» - 2001 «Килмарнок» - 2002 «Килмарнок» - 2003 «Килмарнок» - 2004 «Глазго Рагацци» - 2005 «Глазго Рагацци» - 2006 «Килмарнок» - 2007 «Килмарнок» - 2008 «Килмарнок» - 2009 «Глазго Метс» - 2010 «Сити оф Эдинбург» - 2011 «Глазго Метс» - 2012 «Килмарнок Блэйз» - 2013 «Эдинбург Джетс» - 2014 «Глазго Метс» - 2015 «Саут Эршир» Эр - 2016 «Глазго Рагацци» - 2017 «Глазго Рагацци» - 2018 «Глазго Рагацци» - 2019 «Глазго Рагацци» - 2020 «Сити оф Эдинбург» - 2021 Чемпионат отменён - 2022 «Сити оф Эдинбург» - 2023 «Сити оф Эдинбург» - 2024 «Глазго Рагацци» - 2025 «Глазго Рагацци» |